# Klaus Tschütscher
Klaus Tschütscher (Vaduz, 8 luglio 1967) è un politico liechtensteinese.

## Biografia
Laureato presso l'Università di San Gallo, ha completato il dottorato nel 1996.
Primo ministro del Liechtenstein dal 25 marzo 2009 al 27 marzo 2013, è il titolare del Comitato esecutivo dei servizi, delle Finanze, Famiglia e Pari Opportunità e membro dell'Unione Patriottica.
È sposato e ha due figli. Vive a Ruggell.